# Thelethylax minutiflora
Thelethylax minutiflora là một loài thực vật có hoa trong họ Podostemaceae. Loài này được (Tul.) C. Cusset miêu tả khoa học đầu tiên năm 1972.